# Lockheed L-1049 Super Constellation
Локхид L-1049 «Супер констеллейшен» (англ. Lockheed L-1049 Super Constellation, прозвище — Super Connie) — американский 4-двигательный поршневой среднемагистральный пассажирский самолёт семейства Lockheed Constellation. Super Constellation был создан как конкурент недавно появившемуся на рынке другому американскому пассажирскому самолёту — DC-6, а впоследствии и DC-7 компании Douglas Aircraft Company. От предыдущих самолётов линейки Constellation отличается увеличенными скоростью, дальностью и грузоподъёмностью. Наибольшее количество L-1049 эксплуатировались в морских и воздушных силах армии США в качестве транспортных, а также разведывательных самолётов.

## История

### Предпосылки к появлению

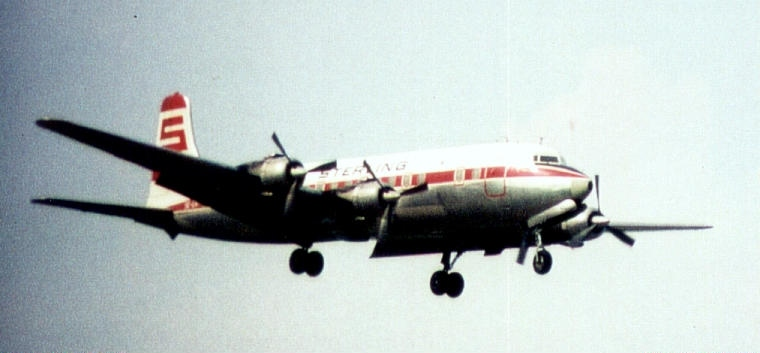
Douglas DC-6B

Уже в 1943 году создавая первый прототип семейства Constellation в компании Lockheed понимали, что в скором будущем на рынке воздушных перевозок будут требоваться самолёты со всё большими грузоподъёмностью и пассажировместимостью, тем заманчивей была идея об удлинении фюзеляжа у нового самолёта. В результате в том же 1943 году был создан L-049, у которого фюзеляж удлинили на 4 метра, а появившийся в 1947 году L-749 был длиннее ещё на 5,5 метра. Дальнейшее увеличение длины фюзеляжа в целом также приводило к увеличению веса самолёта, а потому требовались более мощные поршневые авиадвигатели, которые на тот момент промышленность ещё не выпускала, поэтому работы по удлинению самолётов временно приостановили.
Однако к концу десятилетия фирма Douglas Aircraft Company, которая являлась основным конкурентом Lockheed Corporation, выпустила сперва на военный, а затем и гражданский рынок удлинённую версию своего самолёта DC-6 — DC-6A. Новая модель «Дугласа» теперь составляла серьёзную конкуренцию «Констэлейшен»-у, а появившаяся вскоре модель DC-6B с ещё большей пассажировместимостью и вовсе обошла вперёд, так как могла перевозить до 89 пассажиров, что более, чем на два десятка превосходило пассажировместимость L-749. В условиях конкурентной борьбы «Локхид» в 1949 году возобновил работы по созданию самолёта увеличенной пассажировместимости. Хотя за океаном в Великобритании уже велись работы по созданию реактивной «Кометы», но было решено не создавать с нуля новый самолёт, а вместо этого доработать уже хорошо зарекомендовавшую себя конструкцию Конни, в очередной раз удлинив её фюзеляж.

### Прототип

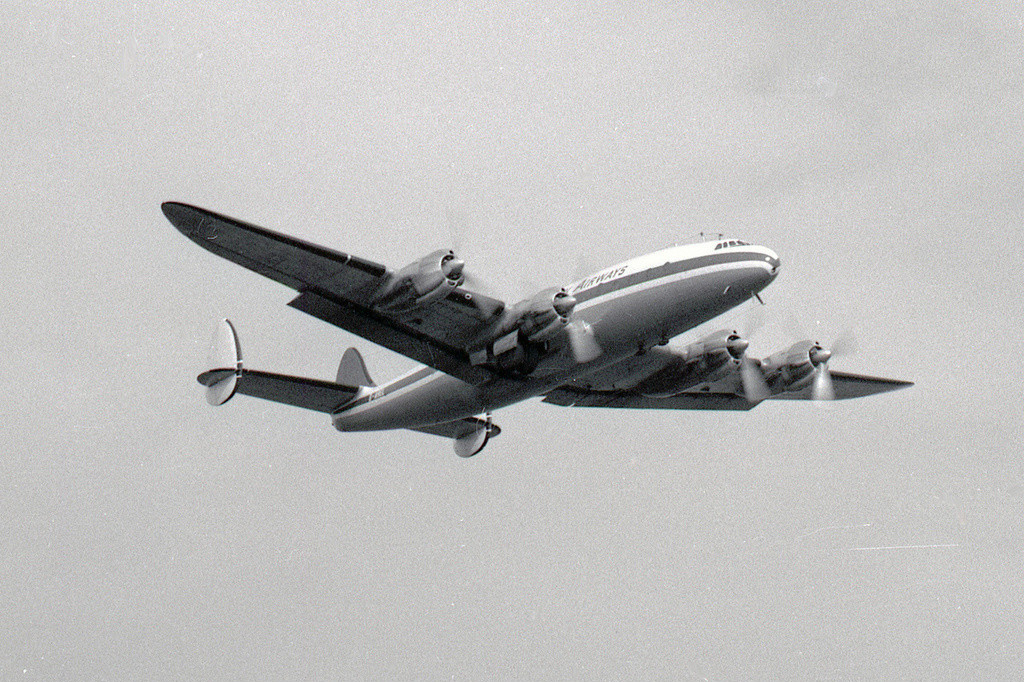
Lockheed L-049 Constellation

Проведя испытания на модели L-749, у которой взлётный вес был повышен до 62 000 кг, конструкторы определили, что существующее крыло имеет ещё достаточную грузоподъёмность и допускает увеличение веса лайнера. Дабы не создавать с нуля новый прототип, компания выкупила у Говарда Хьюза самолёт XC-69 Constellation (был создан путём переделки C-69 Constellation), после чего в передней и задней частях фюзеляжа поставила две вставки, общей длиной 5,6 метра. В том же году прототип совершил первый полёт, при этом на нём были установлены двигатели R-2800. Впоследствии двигатели заменили более мощными R-3350-956C18CA мощностью 2700 л. с. Вообще для такого самолёта были желательны двигатели мощностью не менее 3000 л. с., но версию двигателя под названием «Turbo Compound» на тот момент можно было применять лишь на военных самолётах, так как в его разработке принимали участие ВМС США. Из-за этого Супер Конни фактически уступала DC-6B в скорости, но зато имела более высокую пассажировместимость, а её максимальный взлётный вес мог достигать 52 000 кг. Всего же в конструкцию прототипа было внесено пять с половиной сотен изменений. После серии испытаний компания «Локхид» сертифицировала модель 1049 с максимальным взлётным весом 54 000 кг. 20 апреля 1950 года авиакомпания Eastern Air Lines заказала сразу десять самолётов новой модели; столько же позже заказала и Trans World Airlines. Впоследствии TWA (по другим данным — EAL) заказала дополнительно ещё четыре самолёта.

### Самолёты базовой модели
Первый оригинальный (построенный с нуля) L-1049 свой первый полёт совершил 14 июля 1951 года, а 29 ноября получил лётный сертификат. Благодаря сохранению оригинального крыла стоимость разработки снизилась, что позволило в итоге снизить и стоимость самолёта в целом. К тому же технология изготовления крыла уже была отработана, что также позволяло и снизить время производства. Объём топлива на борту возрос до 6550 галлонов благодаря установке в центроплане дополнительного топливного бака объёмом 730 галлонов, что позволило повысить дальность полётов. EAL заказала самолёты без этого дополнительного бака. Всего было выпущено 24 самолёта базовой модели, которые поступили в EAL и TWA. 7 декабря 1951 года EAL L-1049 совершил первый полёт с пассажирами, а с 15 декабря началась их регулярная эксплуатация. Пассажировместимость самолётов EAL составляла 88 мест и работали они на местных воздушных линиях. Пассажировместимость самолётов TWA составляла 75 мест.
По сравнению с предыдущими представителями линейки Lockheed Constellation, 1049-й имел ряд существенный изменений. Так кабина пилотов стала выше на 180 мм, а фонарь кабины — на 76 мм, благодаря чему обзорность увеличилась до 17 %. Увеличенные размеры имели и прямоугольные иллюминаторы в пассажирском салоне. Также возросла производительность системы вентиляции. Противообледенительная система обзавелась новой электросистемой, которая включала в себя и электрический подогрев передней кромки поверхностей. Из-за того, что длина фюзеляжа возросла, лайнер теперь стал устойчивей в сохранении курса, поэтому пришлось удлинить вертикальные стабилизаторы (было сделано установкой вставки), а центральный стабилизатор теперь больше не имел эллиптическую форму. Для покрытия рулей и элеронов начали использовать металл.
Пассажирская эксплуатация машин потребовала модернизации конструкции с целью повышения скорости полёта. Для улучшения воздушного потока внутри мотогондолы удлинили обтекатели втулок воздушных винтов, а также удлинили и изменили профиль капотов. Переделали зализы между крылом и фюзеляжем, а накрашенные дорожки на крыле убрали вовсе. В системе вентиляции вместо двух воздухозаборников оставили один, который при этом увеличили в размерах. Как заявил изготовитель (Lockheed), благодаря таким решениям скорость полёта на высоте 6100 м возросла на 22,2 км/ч.
В мае 1952 года на L-1049 было одобрено устанавливать двигатели R-3350-975C18B-1 с выходной мощностью 2800 л. с. Номер модели при этом изменился на 1049-54.

### Дальнейшее развитие

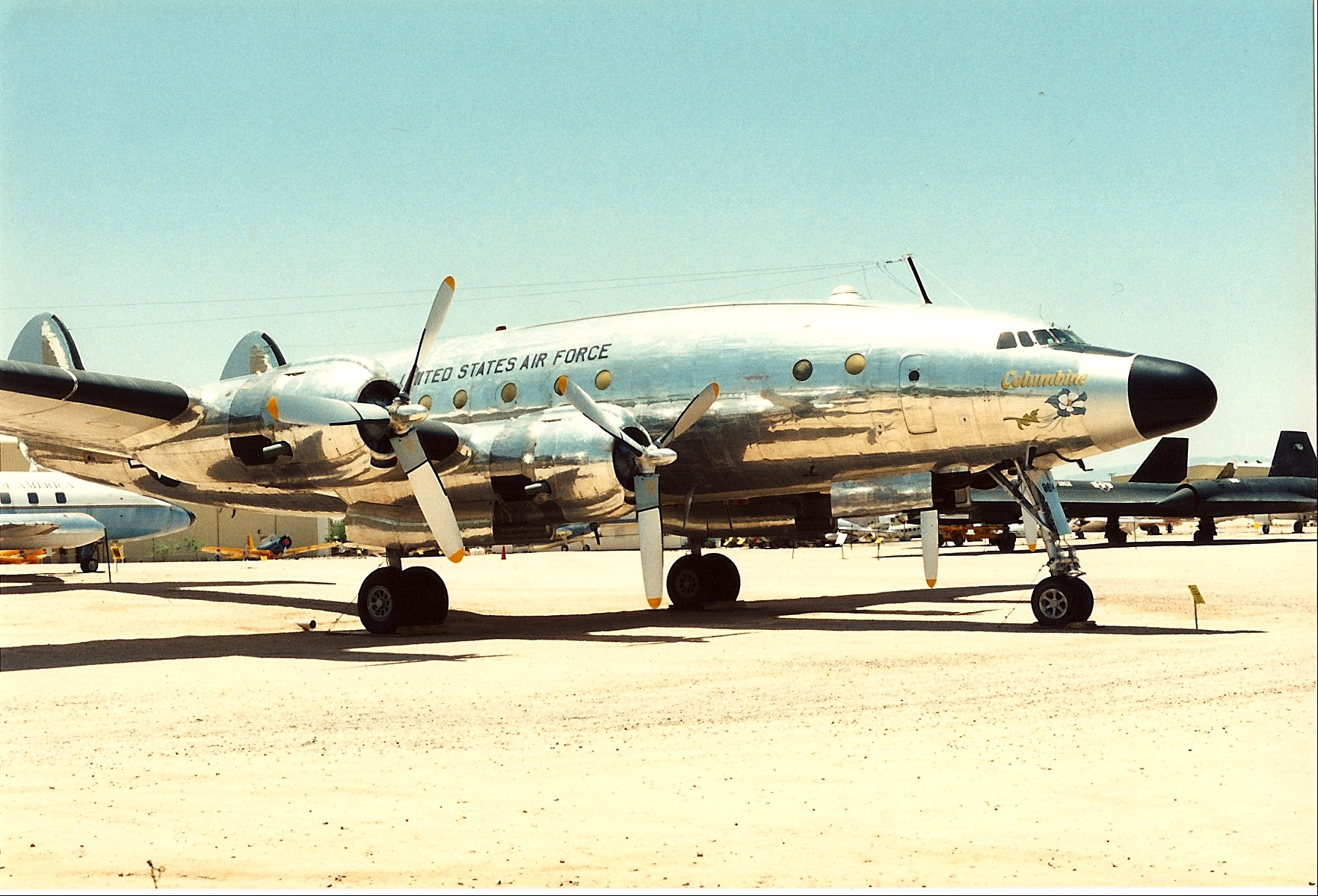
Lockheed R7V-1, раскрашенный под VC-121E (Air Force One)

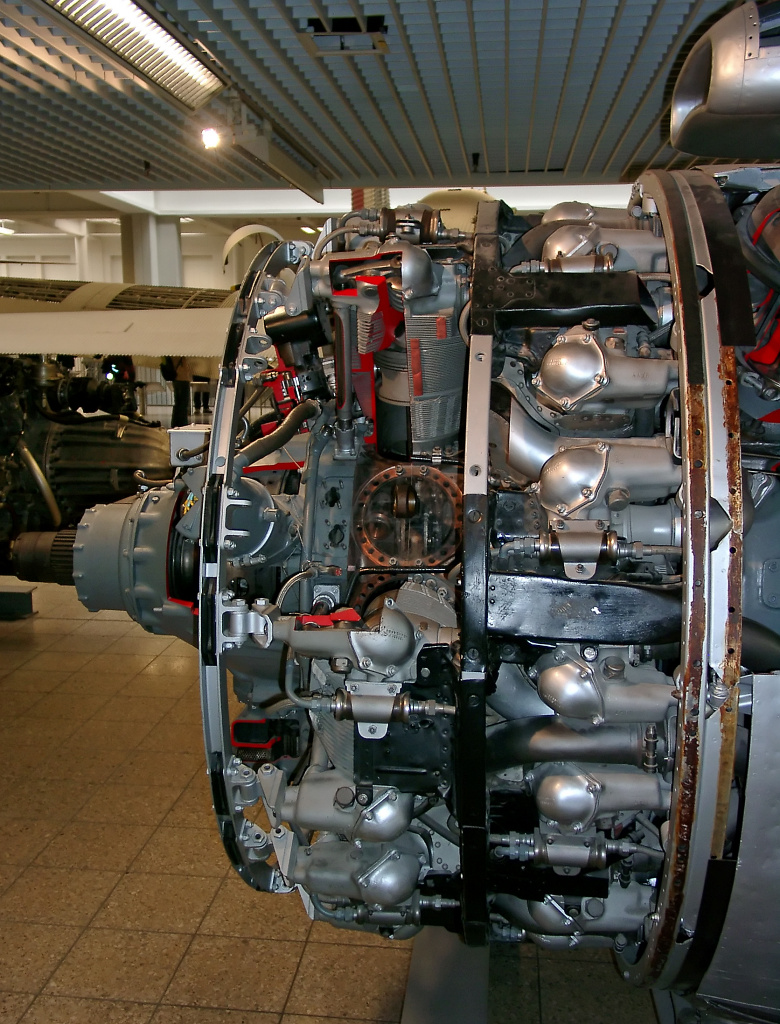
Форсированный Wright R3350

Вскоре были созданы модели 1049A и 1049B. Они поступили в армию США и далее в военно-морской флот (обозначение моделей WV-2, WV-3 и R7V-1), военно-воздушные силы (RC-121C и RC-121D), а один даже стал президентским самолётом (VC-121E). К гражданским операторам Супер Конни этих двух моделей не поступали.
17 февраля 1953 года свой первый полёт совершает модель 1049C. Это был новый прыжок в развитии семейства, так как на самолёте были установлены турбокомпаундные двигатели R-3350-872TCC18DA1, которые при сохранении размеров благодаря форсированию выдавали больше мощности — 3250 л. с., то есть стали на полтысячи лошадиных сил мощнее. Недостатком новых двигателей стало то, что из выхлопных патрубков наблюдалось пламя, что могло напугать пассажиров. Эта проблема была решена установкой дополнительного броневого кольца шириной 51 мм, однако поиск этого решения занял девять месяцев и обошёлся в два миллиона долларов США. Но в итоге Супер Конни получил двигатели, по мощности сопоставимые с двигателями его главного соперника — DC-6B, благодаря чему смог достигать такой же скорости — 505 км/ч. Помимо этого компания «Локхид» сумела получить сертификат на самолёт с максимальным взлётным весом 60 000 кг, а в перспективе это означало, что модель L-1049C могла перевозить больше пассажиров, по сравнению с DC-6B, хотя и уступала последнему в дальности.
На волне успеха модели 1049C, в августе 1954 года была создана её грузовая версия — 1049D. На то время это был крупнейший в мире грузовой самолёт в гражданской авиации, также была предусмотрена возможность переоборудования в пассажирский вариант с пассажировместимостью салона до 109 мест. Но авиакомпании не проявили интереса к этой модели. Всего было выпущено только четыре самолёта L-1049D (заводские номера 4163—4167, регистрационные N6501C—N6504C), которые поступили в авиакомпанию Seaboard and Western Airlines.
Тогда конструкторы взялись за доработку пассажирского 1049C и усилили планер, благодаря чему максимальный взлётный вес мог достигать 68 000 кг. Новая модель получила обозначение 1049E и она уже была несколько более успешной — было выпущено 28 самолётов.
Однако в ходе эксплуатации моделей 1049C и 1049E они не всегда могли выполнять дальние беспосадочные перелёты,в  частности из-за встречных ветров они не могли выполнять трансатлантические перелёты из Европы в Нью-Йорк. Поначалу в Локхид хотели доработать модель 1049E, но затем переключили внимание на 1049C. Всего в конструкцию внесли сотню изменений, включая применение двигателей R-3350-972-TC18DA-3 с увеличенной до 3400 л. с. мощностью и воздушных винтов новой конструкции. Были заменены обтекатели втулок винтов и противообледенительные устройства крыла и хвостового оперения. Помимо этого, были применены резиновые амортизаторы для снижения вибрации и шума. Снизить шум помогла и отделка внутренней поверхности фюзеляжа специальными комбинированными панелями новой конструкции, которые состояли из фанеры и звукоизоляционного материала. Была предусмотрена и возможность установки на самолёт погодного радиолокатора. Новая модель получила обозначение 1049G (к модели 1049F относились только военные C-121C), а 14 января 1955 года она получила лётный сертификат. 17 декабря 1954 года модель L-1049G совершила свой первый полёт. Объём топливных баков увеличили на 3925 литров, благодаря чему дальность возросла на 1770 км. Пассажировместимость салона составляла от 71 до 95 мест, крейсерская скорость полёта возросла и достигла 533 км/ч. При полезной загрузке 8300 кг дальность могла достигать 6663 км, при полезной загрузке 3900 кг — 8449 км. Первые L-1049G поступили в Northwest Airlines и TWA. Первая начала эксплуатацию новой модели чуть раньше — в июле 1955 года. Однако TWA написала на хвосте своих самолётов «Super G», что впоследствии стало основным прозвищем модели 1049G. Некоторые представители модели 1049G оборудовались двигателями R-3350-972-TC-18EA, применяющихся также на L-1649 Starliner.
Хотя грузовая модель 1049D оказалась непопулярной, в фирме «Локхид»  решили не отбрасывать такой вариант полностью, а создали грузо-пассажирский самолёт, который можно было переделывать как в грузовой, так и в пассажирский. Конструктивно это был вариант военного C-121C (L-1049F) с частью элементов конструкции L-1049G. Новой модели присвоили обозначение 1049H (Super H), а 20 ноября 1956 года она совершила первый полёт. В грузовом варианте самолёт имел грузовой отсек объёмом 16 м³, а в пассажирском варианте пассажировместимость салона составляла 95—120 мест. Максимальный взлётный вес достигал 64 000 кг, то есть допускался перегруз до 5 %. Через месяц первые Super H поступили в австралийскую Qantas.
Последней модификацией Супер Конни был вариант 1049H с крылом и двигателями (R-3350-988-TC-18EA-6) от военного YC-121F Constellation, а также дополнительным баком в фюзеляже. Модель была запатентована в 1957 году как 1049J, однако в металле воплощена не была.

## Эксплуатация
В Imperial Team 6 шт. На рейсах из Монровии.

## Лётно-технические характеристики
Источник данных: 

Технические характеристики
- Экипаж: 4+4 чел.
- Пассажировместимость: нормально - от 62 до 95 пассажиров, максимально - до 109
- Длина: 35,41 м
- Размах крыла: 37,62 м
- Высота: 7,55
- Площадь крыла: 154,40 м²
- Масса пустого: 33119 кг
- Максимальная взлётная масса: 62370 кг
- Силовая установка: 4 × ПД Wright R-3350-972TC18DA-3
- Мощность двигателей: 4 ×  
  - Взлётная: 3400 л. с.
  - Номинальная: 2000 л. с.

Лётные характеристики
- Крейсерская скорость: 589 км/ч
- Практическая дальность: 6700 км
- Перегоночная дальность: 7750 км
- Практический потолок: 6950 м

## Аварии и катастрофы
По состоянию на 28 июня 2020 года в различных авариях и катастрофах было потеряно 111 самолётов Lockheed L-1049 Super Constellation различных модификаций. Самолёт пытались угнать 2 раза. При этом никто не погиб. Всего в этих происшествиях погибли 1074 человека. 
| Дата       | Бортовой номер | Место происшествия  | Жертвы     | Краткое описание                                                                         |
| ---------- | -------------- | ------------------- | ---------- | ---------------------------------------------------------------------------------------- |
| 07.07.1953 | 128440         | Сентервилл          | 6/6        | Военный борт (R7V-1). Разрушился в воздухе в тренировочном полёте из-за резкого манёвра. |
| 06.09.1953 | N6214C         | Маккорд             | 0/32       | Аварийная посадка на поле из-за отказа двух двигателей.                                  |
| 03.08.1954 | F-BGNA         | Престон-Сити        | 0/37       | Аварийная посадка на поле из-за истощения топлива.                                       |
| 31.10.1954 | 128441         | Атлантический океан | 42/42      | Военный борт (R7V-1). Пропал без вести вскоре после вылета из Мэриленда.                 |
| 05.09.1954 | PH-LKY         | Шаннон              | 28/56      | После взлёта упал в реку из-за ошибок экипажа.                                           |
| 20.06.1956 | YV-C-AMC       | Нью-Йорк            | 74/74      | Рухнул в воду при аварийной посадке, вызванной пожаром на борту.                         |
| 30.06.1956 | N6902C         | Большой каньон      | 58+70/70   | Из-за ошибок авиадиспетчеров столкнулся с DC-7.                                          |
| 16.07.1957 | PH-LKT         | Биак                | 58/68      | Вскоре после взлёта рухнул на землю из-за ошибок экипажа.                                |
| 14.08.1958 | PH-LKM         | Атлантический океан | 99/99      | По неустановленной причине рухнул в воду.                                                |
| 11.01.1959 | D-ALAK         | Рио-де-Жанейро      | 36/39      | При заходе на посадку рухнул на пляж по неустановленной причине.                         |
| 21.01.1960 | HK-177         | Монтего-Бэй         | 37/46      | Жёсткая посадка. Причины не установлены.                                                 |
| 29.08.1960 | F-BHBC         | Дакар               | 63/63      | При заходе на посадку рухнул в воду. Причины не установлены.                             |
| 16.12.1960 | N6907C         | Нью-Йорк            | 6+84+44/44 | Столкнулся с DC-8 из-за ошибок экипажа последнего.                                       |
| 16.03.1962 | N6921C         | Тихий океан         | 107/107    | Пропал без вести во время перелёта из Гуама на Филиппины.                                |
| 05.05.1965 | EC-AIN         | Тенерифе            | 30/49      | При заходе на посадку рухнул в реку из-за ошибок экипажа.                                |
| 04.12.1965 | N6218C         | Кармел              | 4+0/53     | Из-за ошибок экипажа столкнулся с Boeing 707                                             |